# Daniel Giménez Cacho

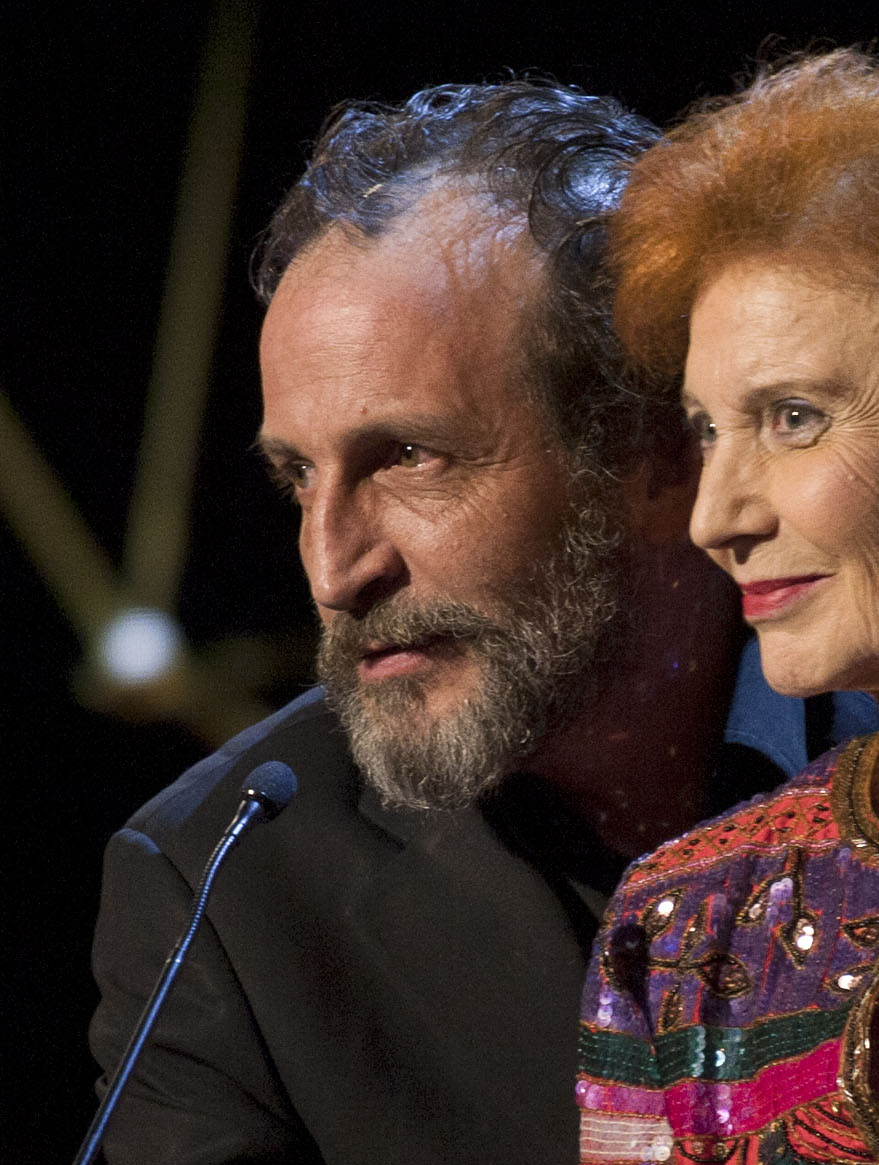
Daniel Giménez Cacho gemeinsam mit Marisa Paredes (2014)

Daniel Giménez Cacho (* 15. Mai 1961 in Madrid, Spanien) ist ein mexikanischer Schauspieler.

## Leben und Karriere
Daniel Giménez Cacho wuchs in Mexiko auf, wo er an der UNAM Theater studierte. Seit 1988 spielte er in verschiedenen Fernsehserien und Spielfilmen mit. Bekanntheit erreichte er 1992 durch eine Nebenrolle in Guillermo del Toros Cronos. Er wurde dafür mit dem Ariel, dem wichtigsten mexikanischen Filmpreis, ausgezeichnet.
2002 gab er sein Debüt als Theaterregisseur mit dem Stück L’Homosexuel des französischen Autors Raúl Damonte Botana, bekannt unter dem Künstlernamen Copi.
2018 wurde Cacho in die Academy of Motion Picture Arts and Sciences berufen, die jährlich die Oscars vergibt.
Der mexikanische Regisseur Alejandro G. Iñárritu vertraute dem Mimen die Hauptrolle in Bardo, die erfundene Chronik einer Handvoll Wahrheiten (2022) an. Der Film erhielt eine Einladung in den Wettbewerb der Filmfestspiele von Venedig.

## Filmografie (Auswahl)
- 1991: Sólo con tu pareja
- 1991: Cabeza de Vaca
- 1992: La Invención de Cronos
- 1995: El Callejón de los Milagros
- 1995: Nadie hablará de nosotras cuando hayamos muerto
- 1996: Profundo carmesí
- 1999: Celos
- 1999: El coronel no tiene quien le escriba
- 2001: Sin vergüenza
- 2002: Asesino en serio
- 2002: Aro Tolbukhin. En la mente del asesino
- 2002: No somos nadie
- 2003: Nicotina
- 2004: La mala educación – Schlechte Erziehung (La mala educación)
- 2004: Perder es cuestión de método
- 2004: Voces inocentes
- 2006: Las vidas de Celia
- 2007: La Zona
- 2008: Arráncame la vida
- 2009: Locas de amor
- 2009: La venganza del valle de las muñecas
- 2009: Tres piezas de amor en un fin de semana
- 2009: La lección de pintura
- 2009: Expediente del atentado
- 2010: El Narco – Willkommen in der Drogenhölle (El infierno)
- 2010: How I spent my summer vacation
- 2010: Somos lo que hay
- 2012: Blancanieves
- 2012: Get the Gringo
- 2016: The Promise – Die Erinnerung bleibt (The Promise)
- 2017: Zama
- 2020: Siberia
- 2021: Memoria
- 2022: Bardo, die erfundene Chronik einer Handvoll Wahrheiten (Bardo, falsa crónica de unas cuantas verdades)
- 2024: Kill the Jockey (El Jockey)

Fernsehen
- 1989: Teresa (Telenovela)
- 2009: Locas de amor (Fernsehserie)
- 2009: Cuéntame cómo pasó (Fernsehserie)